# Schönwald im Schwarzwald
Pour les articles homonymes, voir Schönwald.
Schönwald im Schwarzwald est une commune du Land Bade-Wurtemberg (Allemagne), située dans l'arrondissement de Forêt-Noire-Baar, lui-même implanté dans le district de Fribourg-en-Brisgau. Schönwald est une station touristique de vacances située à 1 000 mètres d'altitude, au cœur du massif de la Forêt-Noire. Elle fait partie intégrante du Parc naturel de la Forêt-Noire méridionale.

## Géographie

### Localisation
Schönwald-im-Schwarzwald se situe à 23 km à l'ouest de Villingen-Schwenningen, chef-lieu de l'arrondissement de Forêt-Noire-Baar, à 52 km au nord-est de Fribourg-en-Brisgau, chef-lieu de district, et à 127 km au sud-ouest de Stuttgart, capitale du Land Bade-Wurtemberg.
Elle est localisée à proximité des villes de Triberg im Schwarzwald (7 km) et de Furtwangen (5 km), le long de la route B500.
La commune est proche des frontières germano-suisse et franco-allemande.
Strasbourg est située à 90 km au nord-ouest.

### Hydrographie et Relief
Schönwald est traversée à l'ouest par l'Elz, affluent du Rhin, et en son centre par le Gutach, rivière affluente de la Kinzig, elle-même également affluente du Rhin. La ligne de partage des eaux entre le Rhin et le Danube (via la source de la Breg) se situe directement au sud-ouest de la commune, à Furtwangen.
La commune est située au cœur du massif montagneux et forestier de la Forêt-Noire. L'église catholique est implantée à 1 000 mètres d'altitude et la montagne Rohrhardsberg, qui culmine à 1 152 mètres d'altitude, se trouve à l'ouest du bourg.

### Transports
La commune est reliée par plusieurs lignes régulières d'autocar aux gares de St. Georgen im Schwarzwald et de Triberg im Schwarzwald, elles-mêmes situées sur la ligne ferroviaire de la Ligne de la Forêt-Noire.
Elle est traversée par la route B500, qui constitue un axe touristique entre le nord et le sud du massif de la Forêt-Noire (Deutsche Uhrenstraße).

## Histoire
Le concept de pendule à coucou aurait été créé par Franz Ketterer (en), en 1738, dans le village de Schönwald.

## Politique et services
- Le maire de la commune est Christian Worpel depuis 2013, réélu en 2020 avec 94,26 % des voix[1].
- Outre la mairie (Rathaus), une salle de spectacles et une caserne de pompiers, Schönwald comprend une école primaire et maternelle.

- Le Schwarzwald Gymnasium est situé à Triberg et les établissements supérieurs les plus proches sont implantés essentiellement à Fribourg en Brisgau, Offenbourg et Karlsruhe. À proximité de la commune, Furtwangen accueille également un établissement d'enseignement supérieur.

## Économie
Schönwald est une station touristique de vacances. Le village est réputé pour la fabrication de coucous, mais il vit désormais principalement du tourisme vert, avec de nombreux hôtels et résidences saisonnières. Le bourg comporte également de nombreux commerces, services et installations sportives.

## Loisirs
Schönwald est une station de sports d'hiver, comprenant plusieurs pistes de ski de fond et de ski alpin, ainsi qu'un tremplin de saut à ski (Adlerschanze). Le bourg, ainsi que ses environs, sont des hauts lieux de randonnée et de cyclotourisme le reste de l'année.
Accessible par une promenade en planches, le Blindensee (en) est un lac et une réserve naturelle situés à proximité du bourg. Au sein du bourg, se situent des promenades, plusieurs parcs et jardins, ainsi que deux piscines (dont une avec solarium), un conservatoire de musique, un mini-golf et diverses installations sportives.
Les cascades de Triberg et la source du Danube sont situées en dehors de la commune, mais à moins de 3 kilomètres à vol d'oiseau du bourg.

## Patrimoine
La commune comporte plusieurs bâtiments historiques, dont l'église catholique St. Antonius, la Gutenkapelle (de), Hubertuskapelle, plusieurs hôtels et restaurants historiques, la maison Bühlhof et le temple protestant.

## Jumelage
- Bourg-Achard (Normandie)

Schönwald est jumelée avec la commune normande (Eure, France) de Bourg-Achard. Un pressoir à cidre a été offert par la commune et est implanté à côté de la mairie de Schönwald.

## Personnalités
- Franz Ketterer (en) (1676-1749) : horloger, fondateur de la pendule à coucou, né à Schönwald.
- Anton Nokk (1797-1869), enseignant et homme politique badois, y est né.
- Christof Duffner (1971-), sauteur à ski, champion olympique 1994 et champion du monde, a grandi et s'est entraîné à Schönwald.
- Simone Hauswald (1979-), biathlète, championne du monde et double médaillée de bronze olympique 2010, a grandi et s'est entraînée à Schönwald.

## Images

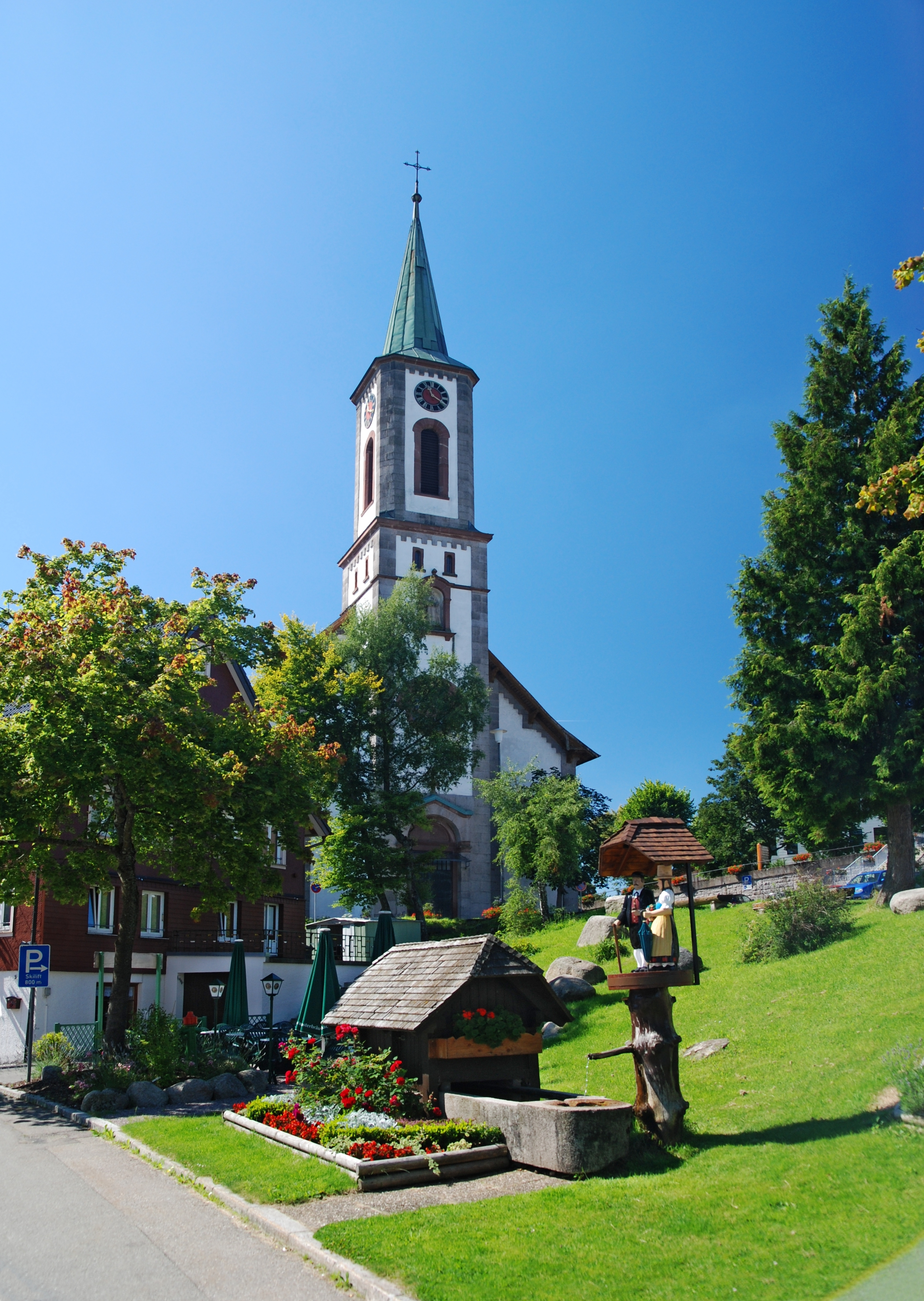
L'église catholique de Schönwald.
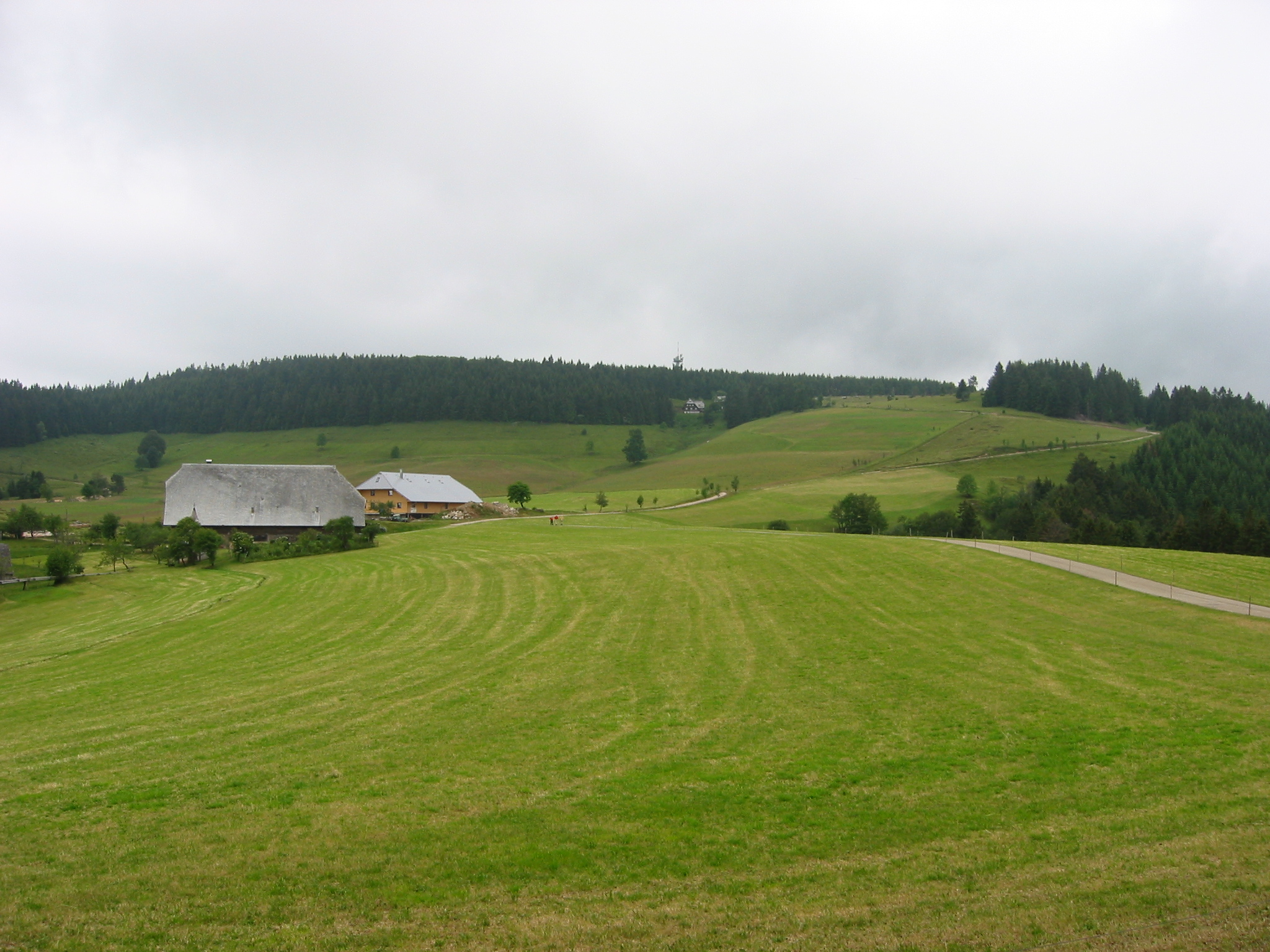
Rhorardsberg.
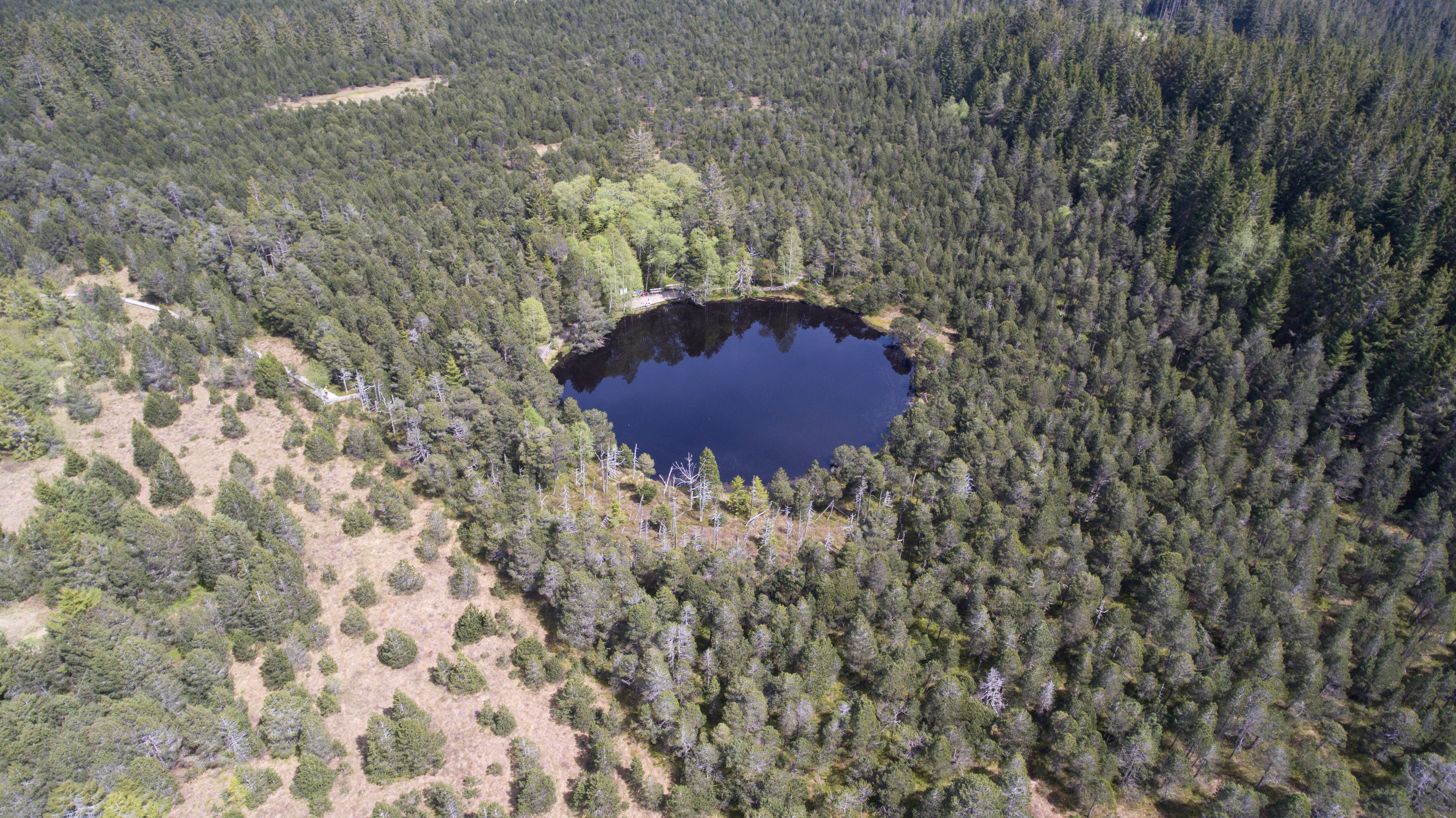
Blindensee.
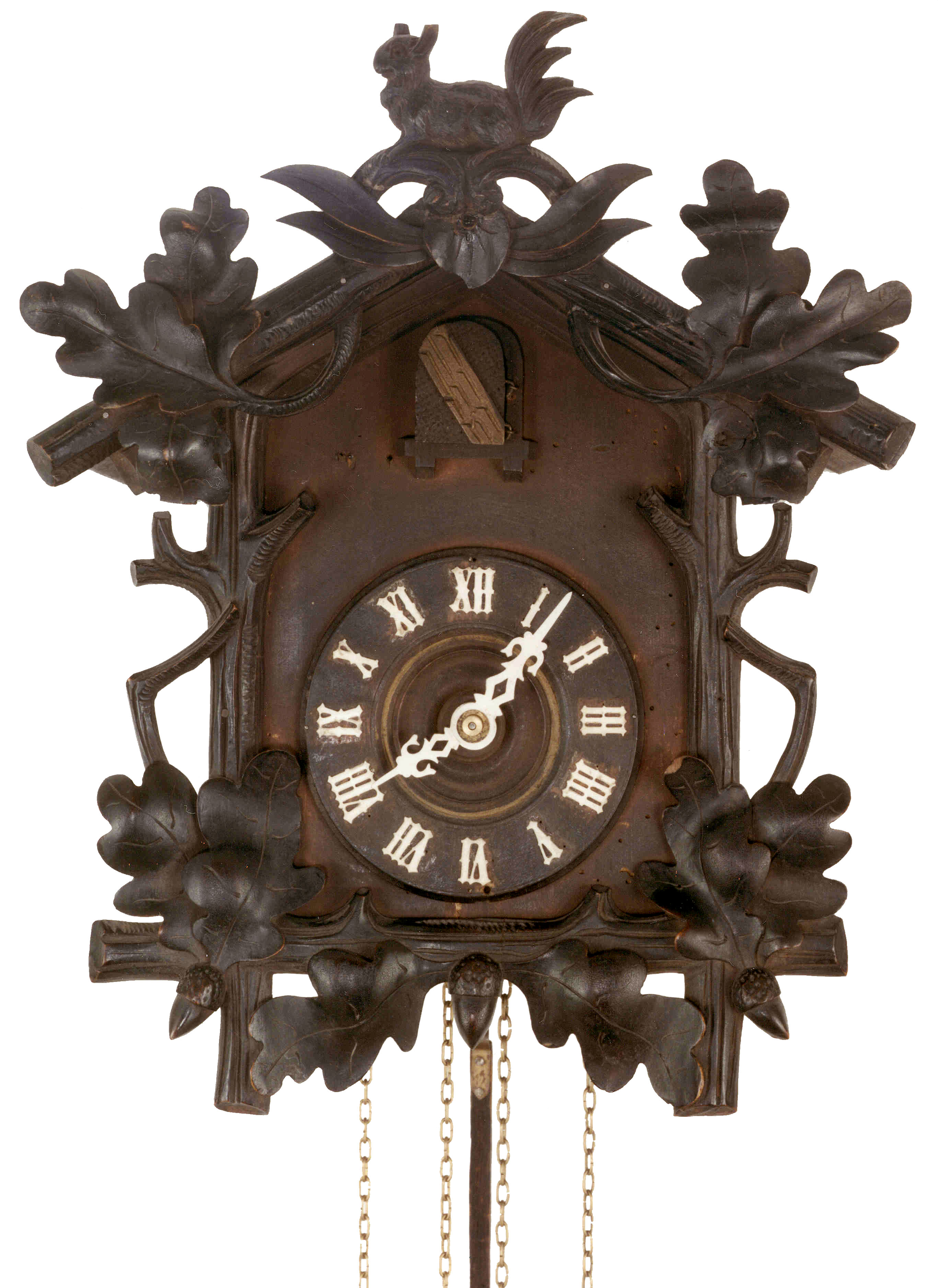
Coucou.
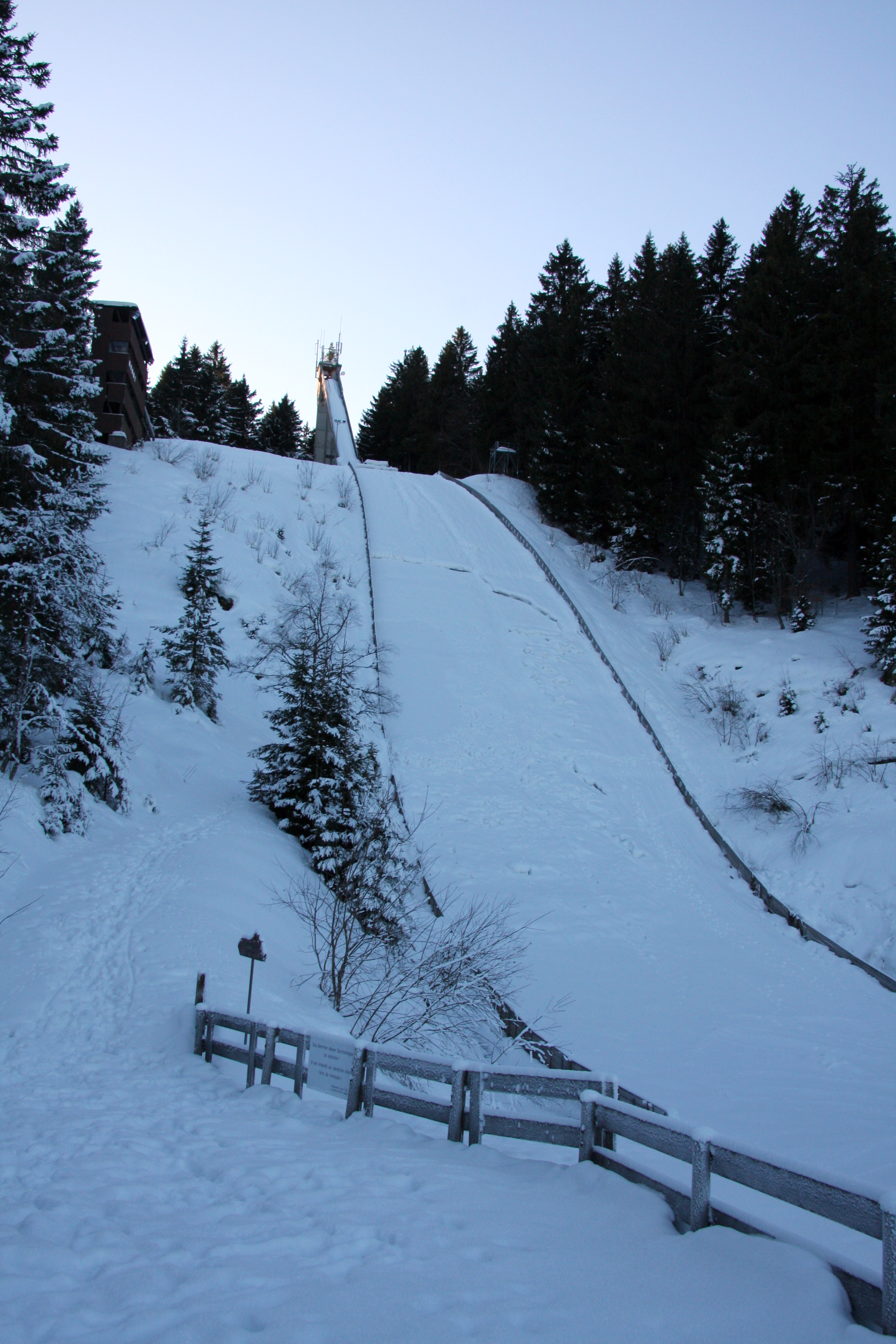
Tremplin.